# George Simonis
George Simonis (* 17. November 1885 in Craiova; † 20. Februar 1971 ebenda) war ein rumänischer Komponist und Musikpädagoge.
Der Sohn des Pianisten und Musikpädagogen Gheorghe Simonis studierte von 1903 bis 1906 am Konservatorium von Bukarest Musiktheorie, Harmonielehre und Chorleitung bei Dumitru Georgescu Kiriac, Oboe bei Rudolf Peters und Fagott bei Dan Simionescu. Er setzte seine Ausbildung von 1911 bis 1913 am Pariser Konservatorium bei Georges Caussade (Kontrapunkt und Fuge)  fort und nahm zwischen 1910 und 1922 an der Schola Cantorum Unterricht bei Vincent d’Indy in den Fächern Kontrapunkt, Fuge, Komposition und Instrumentation.
Von 1910 bis 1911 unterrichtete er Musik am Nationalkolleg seiner Heimatstadt, in den folgenden zwei Jahren rumänische Sprache an der Evangelischen Schule. An der Pariser Schola Cantorum leitete er von 1924 bis 1929 eine Orchesterklasse. Von 1929 bis 1947 war er Professor für Musikgeschichte, Musikästhetik, Akustik und Musikpädagogik (1931–32 auch Rektor) am Konservatorium von Cluj. Als Dirigent trat er mit dem Philharmonieorchester von Bukarest und mit den Sinfonieorchestern von Cluj, Deva, Craiova, dem Rundfunksinfonieorchester Bukarest und anderen auf. 1919 gewann er den Zweiten, 1922 den Ersten Preis beim George-Enescu-Kompositionswettbewerb.

## Werke
- Nuielușa fermecată, Kinderoper
- Cămașa fericitului, Oper
- Rusalka, dramatisches Poem
- Rhythmos, Poem für Solisten, Chor und Orchester
- Simfonia#I în si bemol major
- Suita în do major
- Suita a II – A Munca și apoteoza ei
- Poemul în si minor für Violine und Orchester
- Uvertură la o dramă muzicală
- Sonată für Klavier
- Impromptu für Klavier
- Zlătarii für Chor
- Pe mare für Chor
- Freamătul zăvoiului für Chor
- Cântec de leagăn für Chor
- Cântec omagial für gemischten Chor
- Imn al Românilor  für gemischten Chor

## Quelle
- Biblioteca Judeteana – Simonis, George

| Personendaten    | Personendaten                           |
| ---------------- | --------------------------------------- |
| NAME             | Simonis, George                         |
| KURZBESCHREIBUNG | rumänischer Komponist und Musikpädagoge |
| GEBURTSDATUM     | 17. November 1885                       |
| GEBURTSORT       | Craiova                                 |
| STERBEDATUM      | 20. Februar 1971                        |
| STERBEORT        | Craiova                                 |